# ユーゲント・シュティール

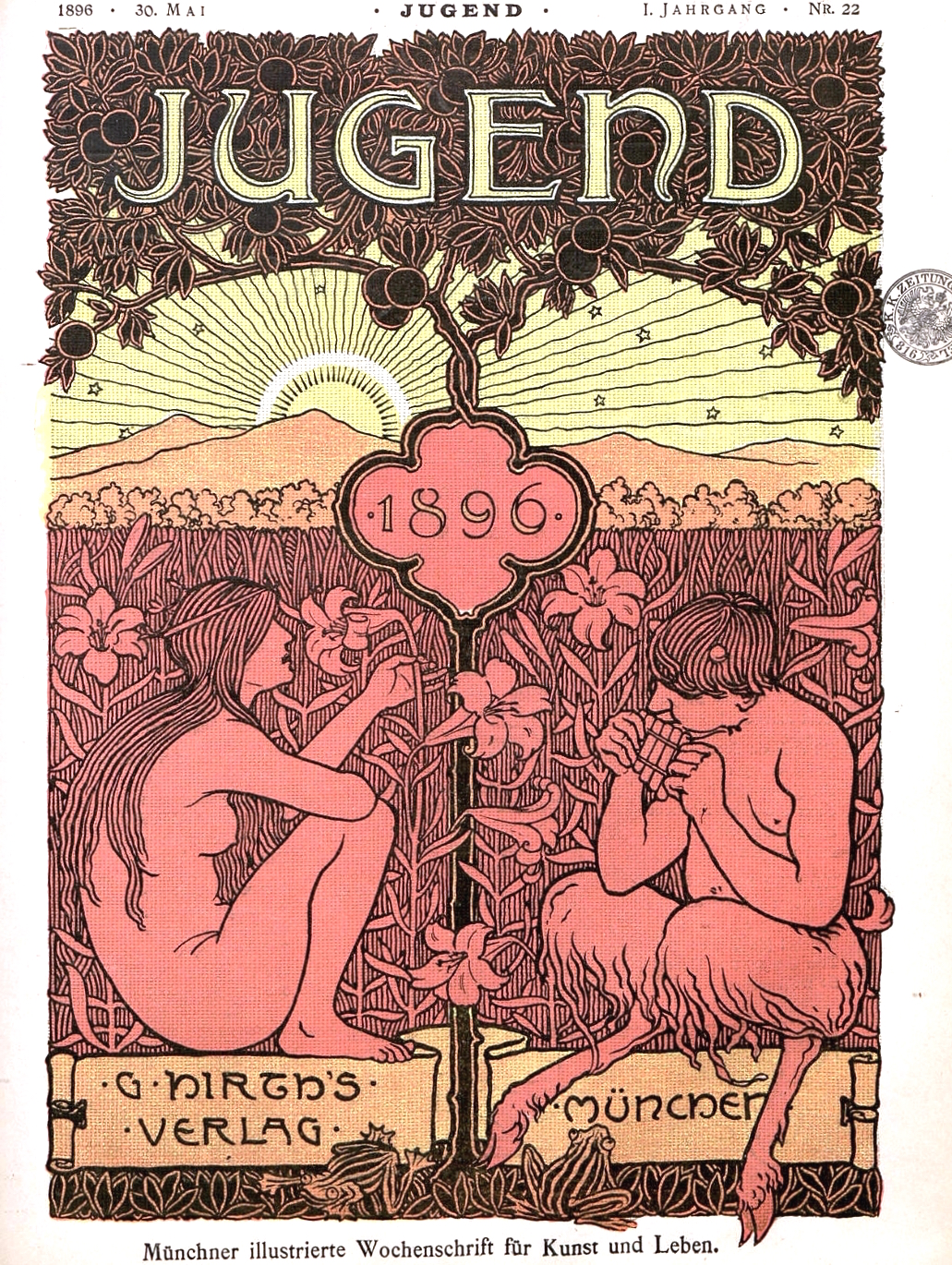
雑誌『ユーゲント』表紙(1896)

ユーゲント・シュティール (Jugendstil)またはユーゲントシュティール様式または青春様式 は、1896年に刊行された雑誌『ユーゲント』(Die Jugend) に代表されるドイツ語圏の世紀末美術の傾向を指す。ユーゲントは若さ、シュティールは様式を意味するドイツ語で、アール・ヌーヴォーと意を同じくし、「青春様式」と表記されることもある。19世紀末から20世紀の初頭にかけて展開し、絵画や彫刻のほかにも、建築、室内装飾、家具デザイン、織物、印刷物から文学・音楽などに取り入れられた。
アウグスト・エンデルらによって、この様式はベルリンやミュンヘンで広く人々の心を掴んだが、ヒトラーによって退廃芸術として弾圧された。

## 概要
19世紀末頃になると新古典主義などに代表される歴史回帰・折衷様式は「悪趣味」と言われるようになり、芸術家たちはそれまでにない新しいスタイルを求めるようになった。フランツ・フォン・シュトゥックらによって1892年にミュンヘン分離派が結成され、旧来の芸術を批判し新たな芸術を志向する活動が展開される。この運動はその後ベルリンやオーストリアにも波及し、ベルリン分離派（1899年結成）やウィーン分離派（1897年結成）の活動につながった。
当時ドイツ世紀末芸術の中心地であったミュンヘンで刊行された『ユーゲント』は、イラストレーションの多い大衆的な雑誌であった。石版刷りの斬新な表紙や都会的で若々しい感覚のイラストレーションが評判になり、爆発的成功を収めた。ここから「ユーゲント・シュティール」（青春様式）という言葉が生まれた。やがてミュンヘンやベルリンを中心にした若い芸術家による芸術運動の傾向全体を指して「ユーゲント・シュティール」と呼ぶようになった。
1899年には、ヘッセン大公であったエルンスト・ルートヴィヒの招聘によりダルムシュタットに芸術家村「マチルダの丘」が形成され、ドイツ語圏におけるユーゲント・シュティール運動の中心的役割のひとつを担った。

## 特徴
ユーゲント・シュティールは、「構成と装飾の一致」を理念とし、美や快楽と実用性を融合させることを主たる目的としていた。
美術・工芸デザインに見られるユーゲント・シュティールは、動植物や女性のシルエットなどをモチーフとし、柔らかい曲線美を特徴とする。
一方、直線平面を強調し、やや左右非対称の幾何学的な模様を使用する傾向がある。ユーゲント・シュティールの建築は、簡潔で機能を重視した形体が重んじられる一方、一度限りの芸術性、唯一無二のデザインが尊重される。そのため、「装飾過多」「貴族主義」などの批判を受けることがある。
ユーゲント・シュティールへの影響としては、日本の浮世絵やフランスの後期印象派があげられる。また、イギリスの新しい工芸運動「アーツ・アンド・クラフツ」の動きからも強い影響を受けている。

## 代表的な作家

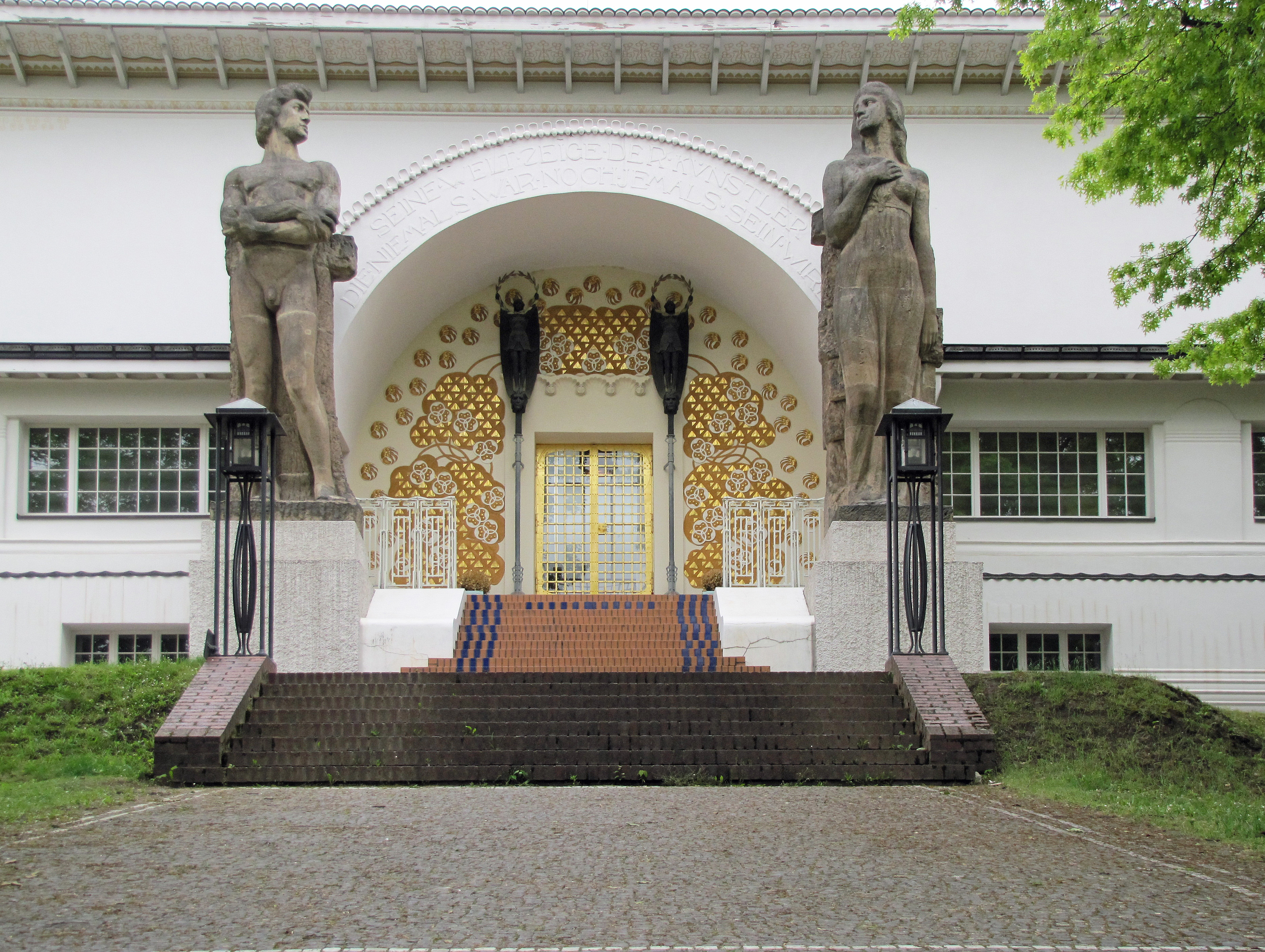
ダルムシュタット・芸術家村アトリエ

- ペーター・ベーレンス： ダルムシュタットの自邸はユーゲント・シュティール風。後にドイツ工作連盟に参加し、モダンデザインを開拓した。
- フランツ・フォン・シュトゥック： ミュンヘン分離派の中心人物で、建築家、肖像画家として有名であった。
- ヘルマン・オーブリスト（Hermann Obrist）： ミュンヘンの彫刻家。1897年、ペーター・ベーレンスなどとともに手工業芸術のための工房連盟（Vereinigten Werkstätten für Kunst im Handwerk）を創設。
- アウグスト・エンデル（August Endell）： ミュンヘンのアテリア・エルヴィラ（ドイツ語版）（エルヴィラ写真工房）が有名（後にナチスから頽廃芸術として攻撃され、ナチスによる「ドイツ芸術の家」建設に際して撤去された）。
- アンリ・ヴァン・デ・ヴェルデ： ベルギー生まれの建築家。世紀末美術に大きな影響を与え、ユーゲント・シュティールは別名ベルギー様式、ヴェルデ風とも呼ばれた。ヴァン・デ・ヴェルデがヴァイマルに設立した美術学校は後にバウハウスになった。

また、ウィーン分離派の芸術家たちも、ユーゲント・シュティールの動向に含めて論じられる。
- ヨゼフ・マリア・オルブリヒ： セセッション館（分離派会館）やダルムシュタット芸術家村（マチルダの丘）内の多くの建築物を設計した建築家。
- グスタフ・クリムト： 世紀末ウィーンを代表する画家。セセッション館の設計にオルブリヒの最初の案を修正する形で参加した。
- オットー・ヴァーグナー：ウィーンの郵便貯蓄局（Wiener Postsparkasse）、カールスプラッツ駅（Stadtbahnstation Karlsplatz）、マジョリカハウス（Majolikahaus）などを設計した建築家。オルブリヒの師でもあった。
- ヨーゼフ・ホフマン： ウィーン工房を主宰。特にブリュッセルにあるストックレー邸の建築家として知られている。

## その他
- 1897年から1914年までドイツの租借地だった青島には、ドイツ総督官邸（現青島迎賓館（中国語版）、1907年竣工）などの典型的なユーゲント・シュティール様式の建築が残っている。
- 日本でもドイツ出身の建築家ゲオルグ・デ・ラランデ（Georg de Lalande, 1872年-1914年）などがユーゲント・シュティール風の作品を造った。関東大震災で倒壊したり、その後、取壊されたものが多く、日本国内では、1904年に建てられた神戸市風見鶏の館（日本の重要文化財に指定）が残っている。ゲオルグ・デ・ラランデの横浜時代の事務所にいた、ヤン・レッツェル（Jan Letzel, 1880年-1925年）も、ユーゲント・シュティール色の濃い建築を造っていた。

## ギャラリー

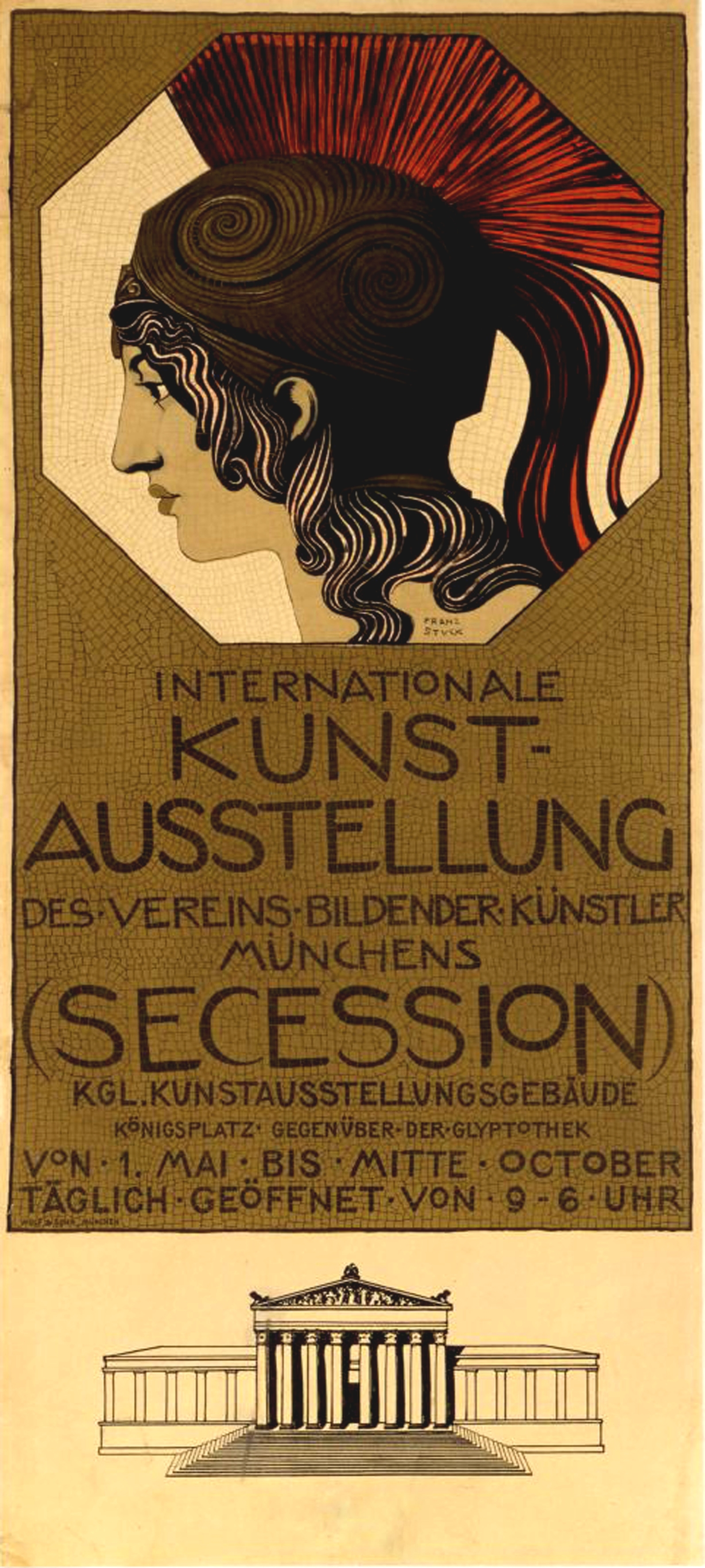
ミュンヘン分離派展覧会ポスター
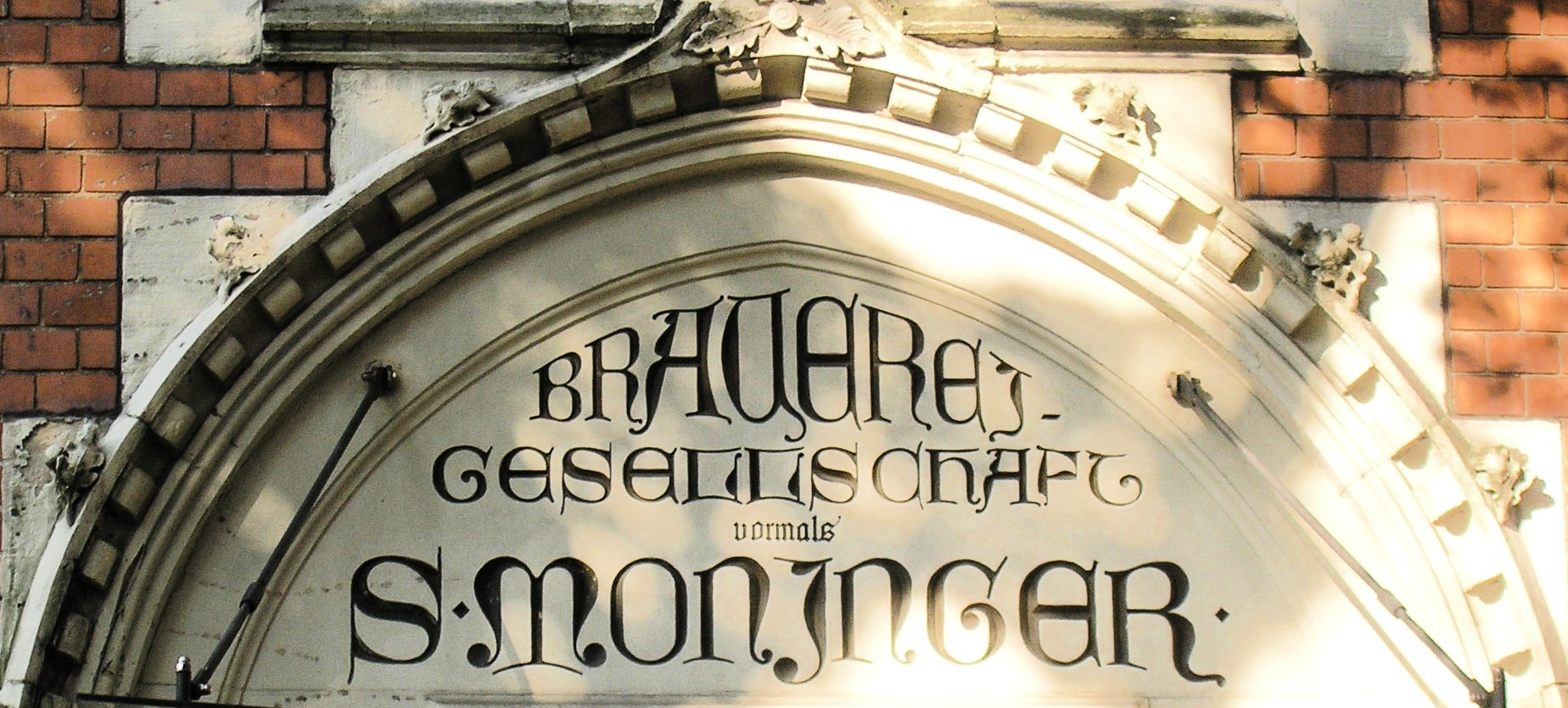
ユーゲント・シュティールのタイポグラフィによる醸造所の看板
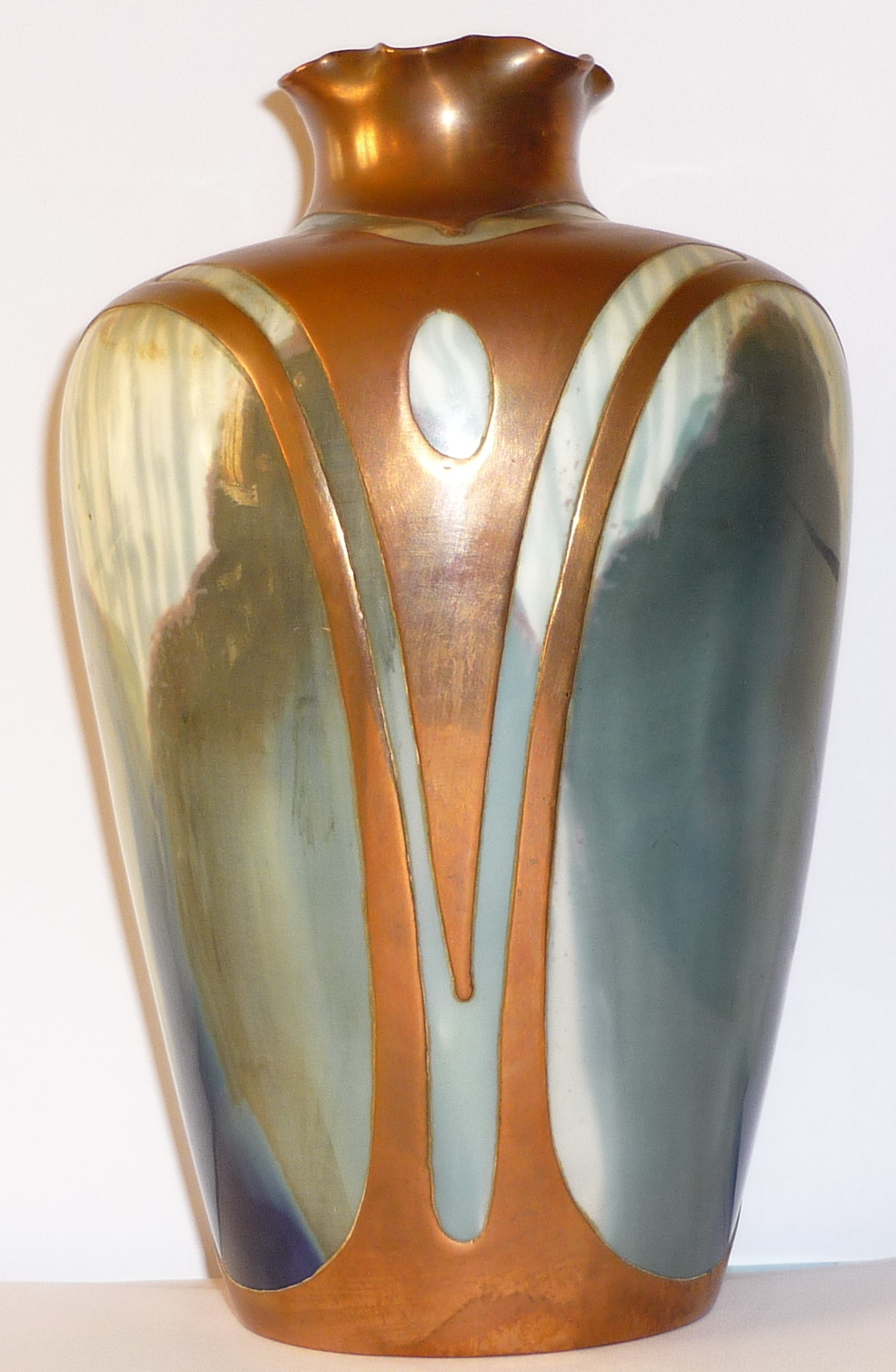
1900年頃のローゼンタールの壺
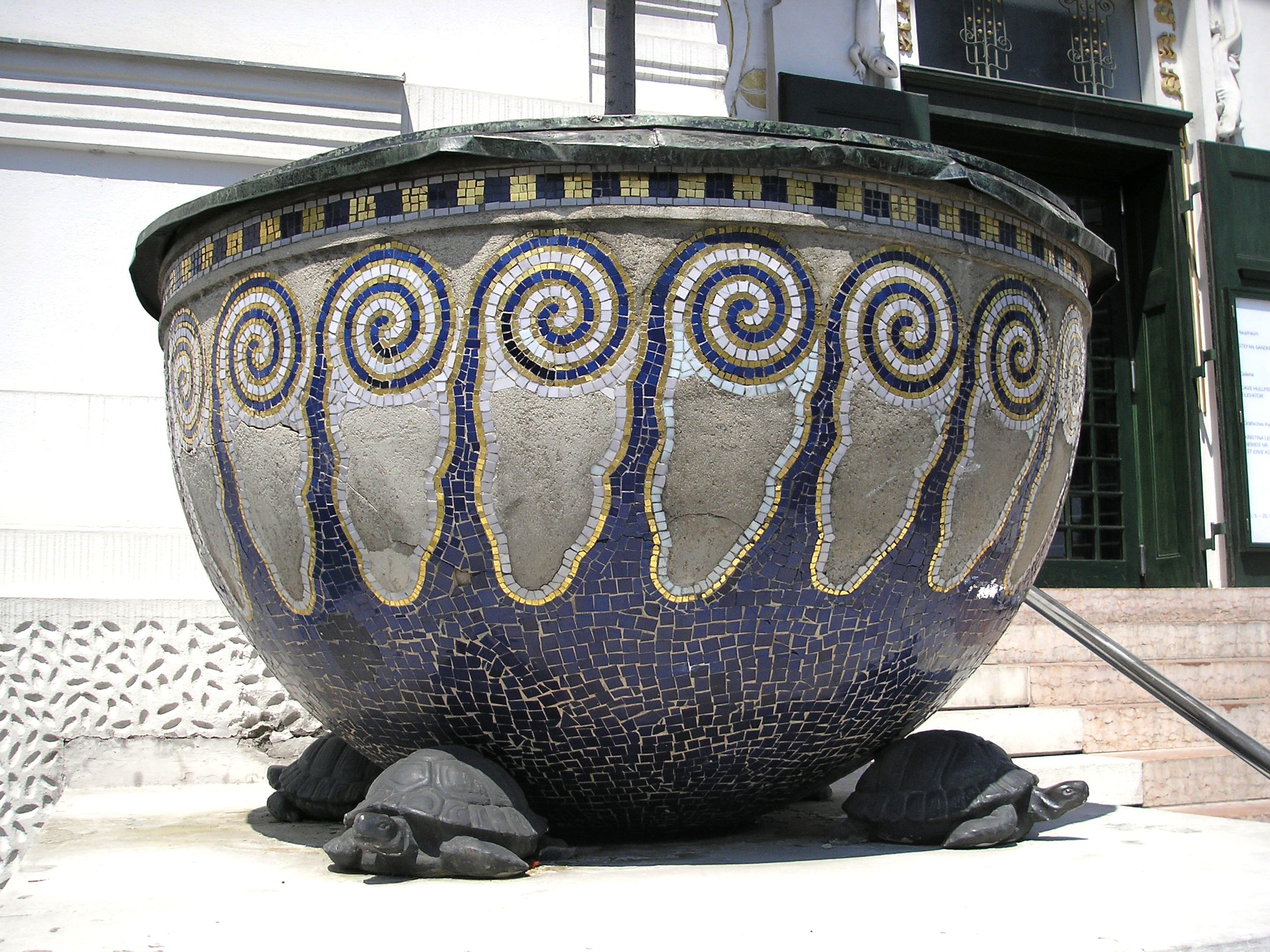
ウィーン分離派会館のオブジェ
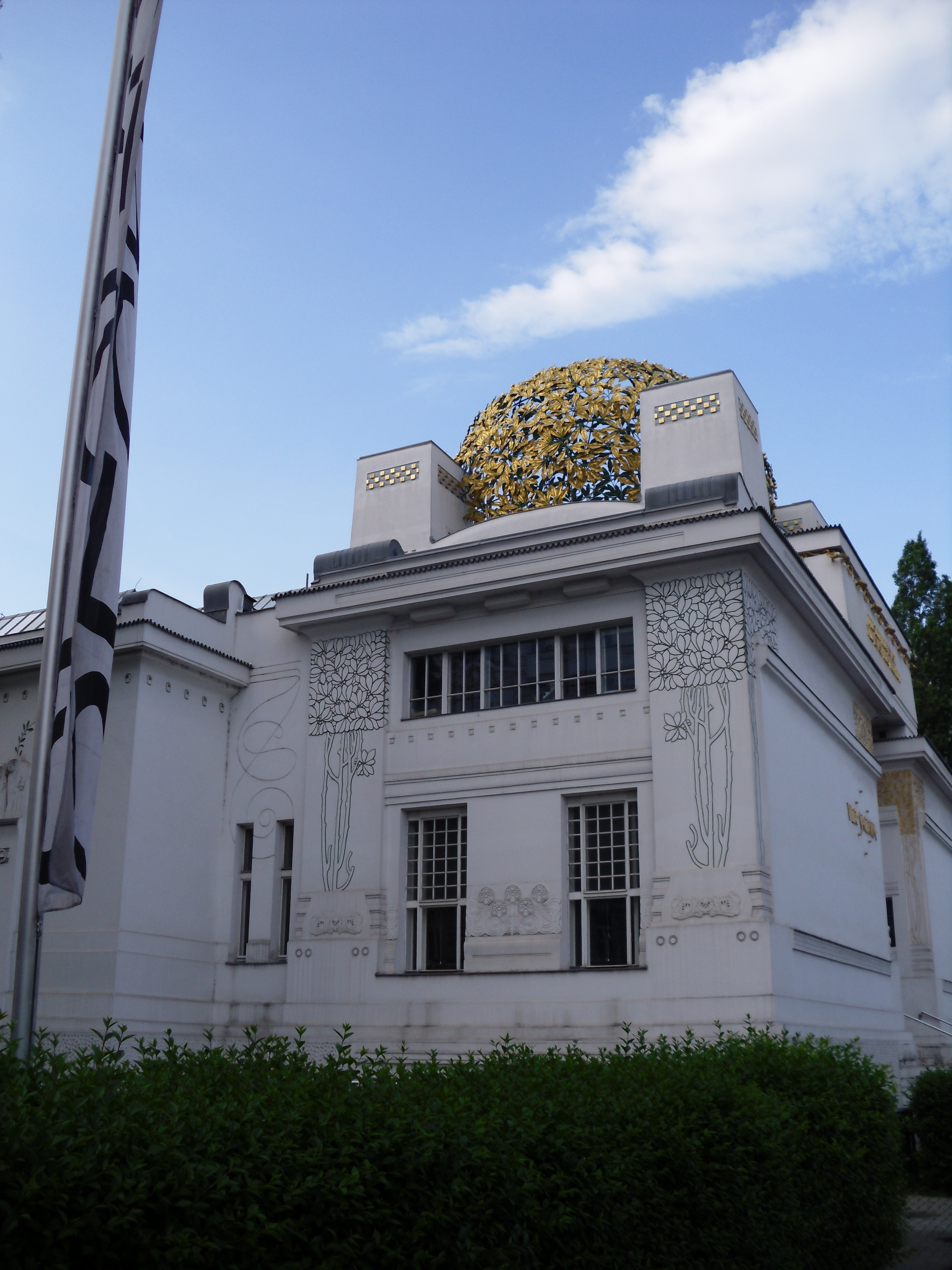
ウィーン分離派会館側面
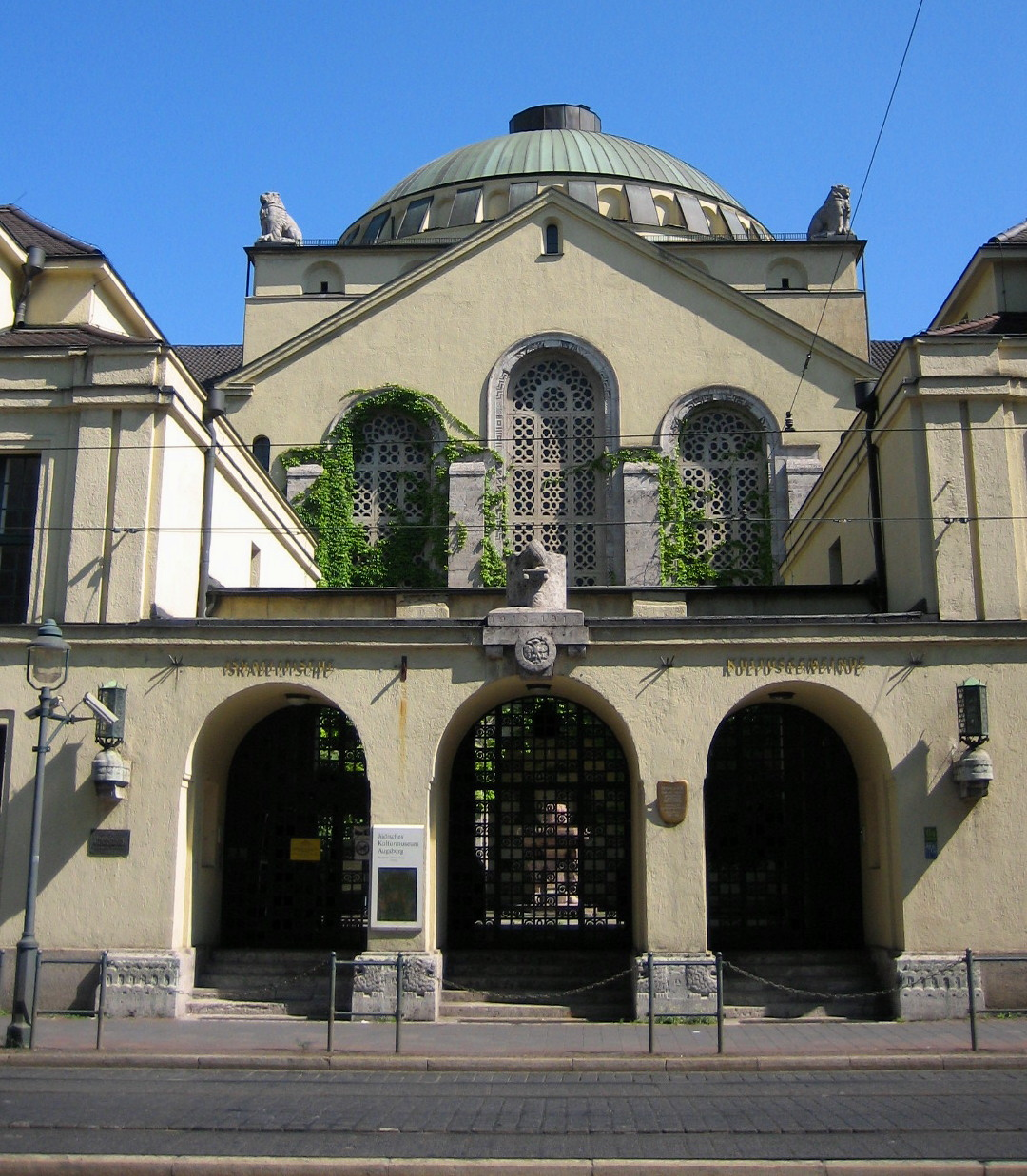
アウクスブルク・ハルダー通りのシナゴーグ
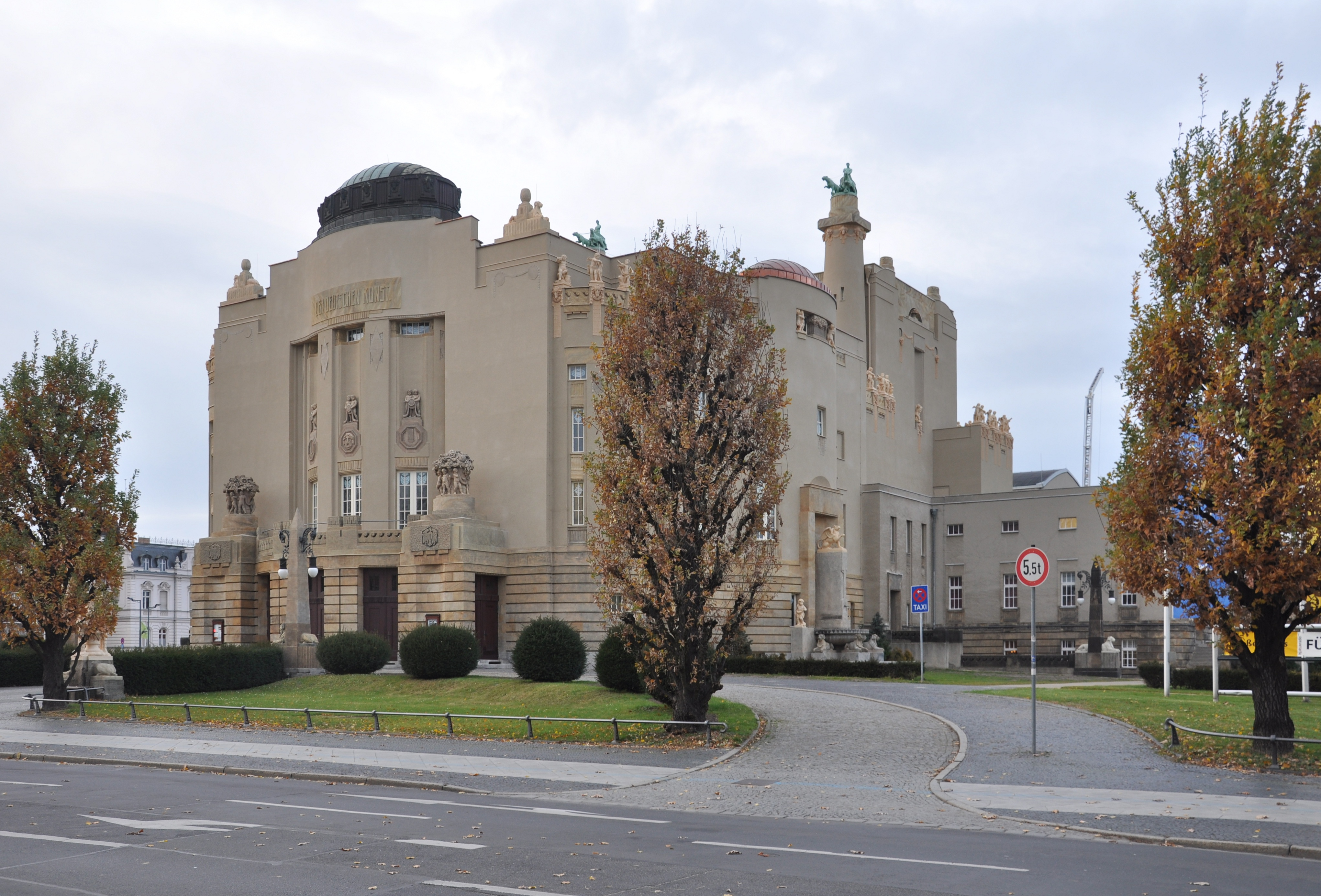
コトブス国立劇場
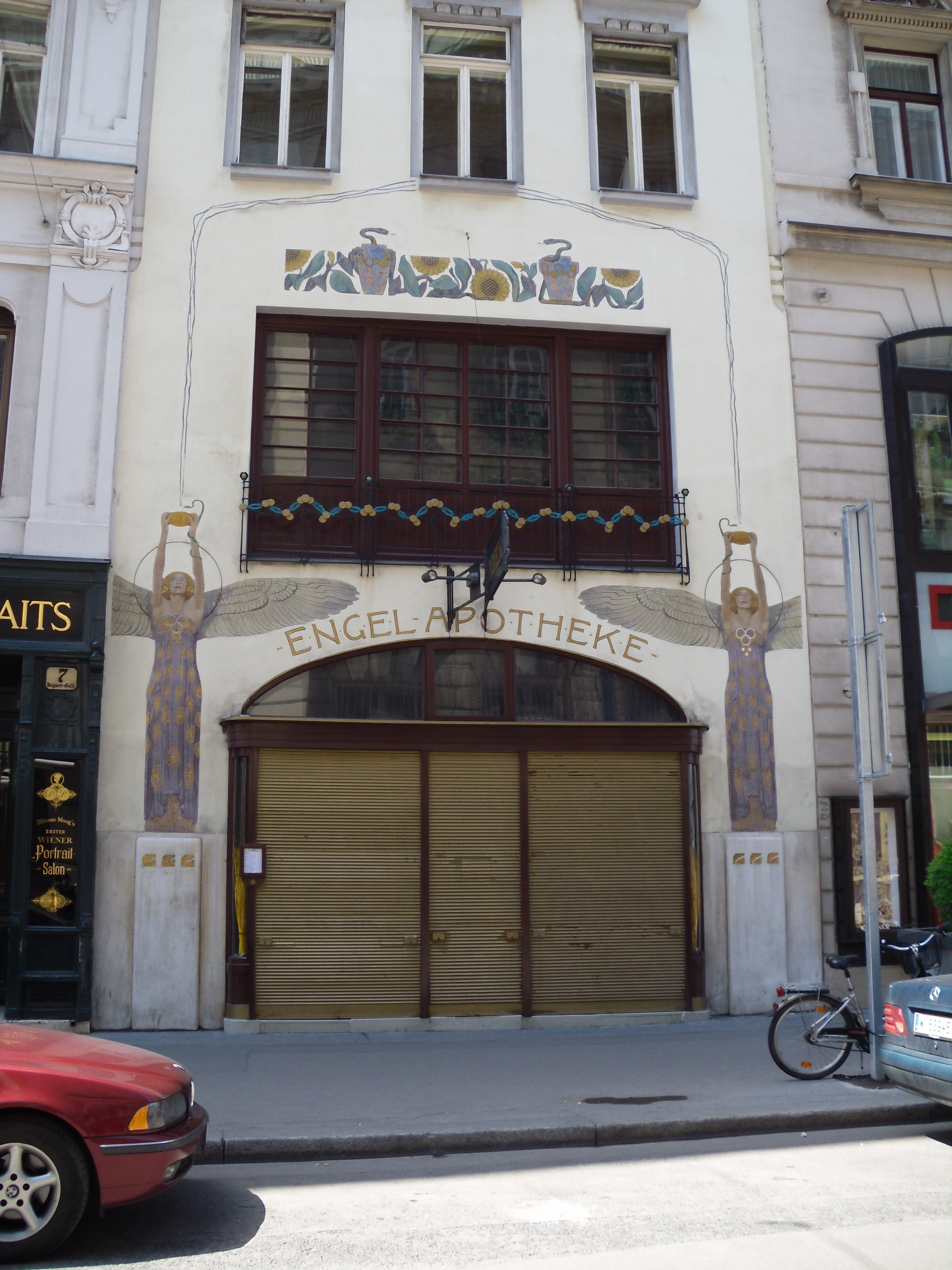
ウィーン・ボグナー通りの「白衣の天使」薬局
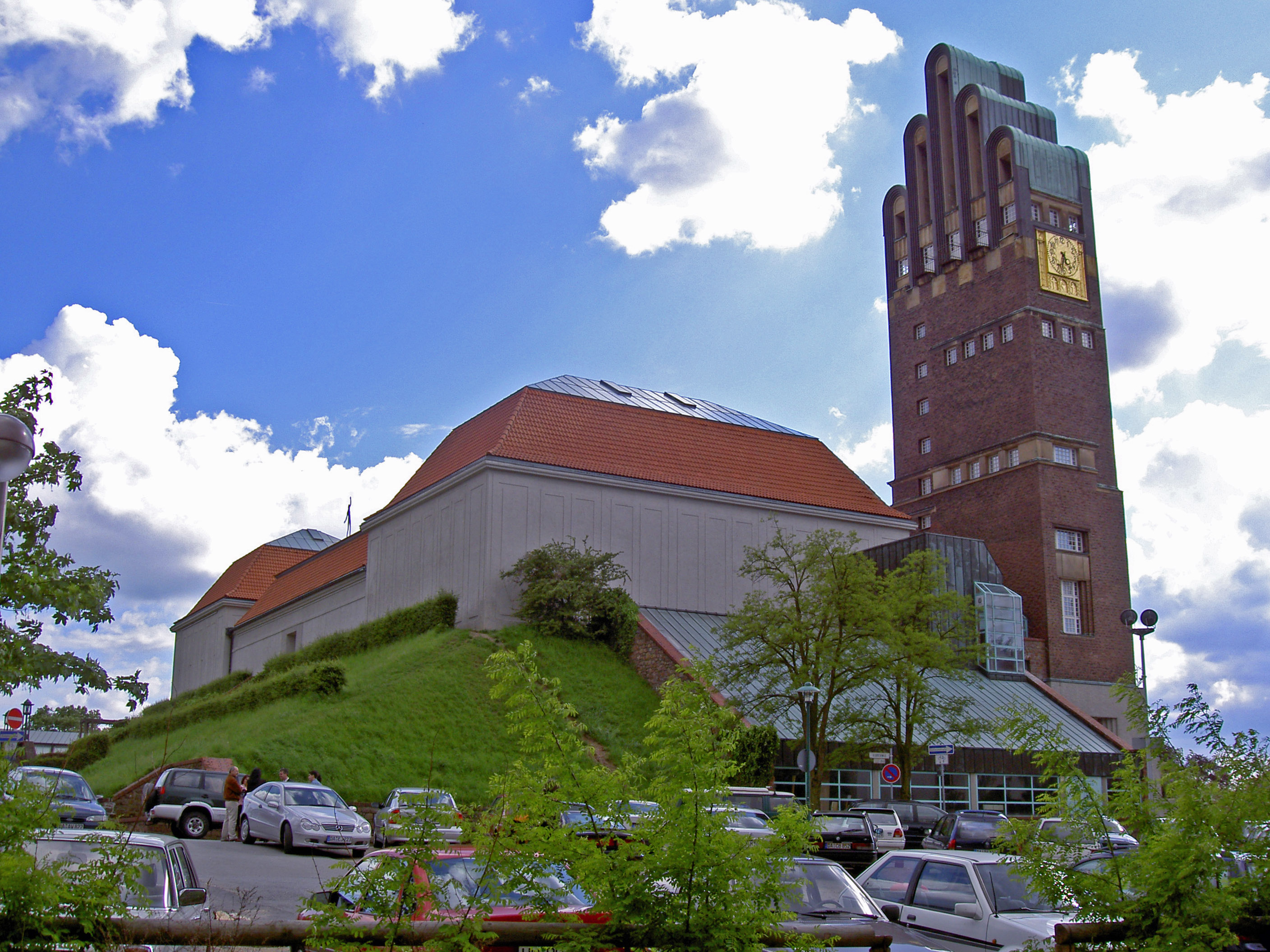
ダルムシュタット芸術家村の結婚記念塔

### 「ユーゲント・シュティール」を代表するポスター画家、イラストレーターの作品

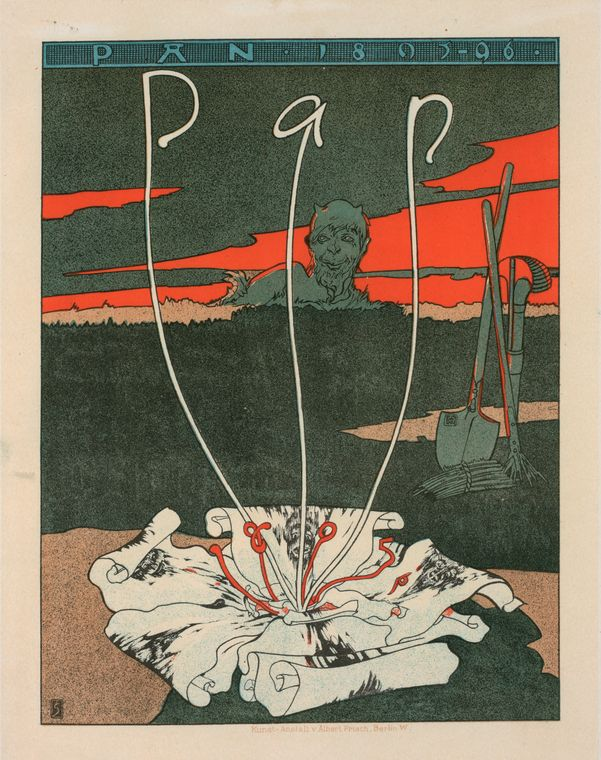
雑誌 Panの表紙絵 (画)ヨーゼフ・ザットラー  (1895)
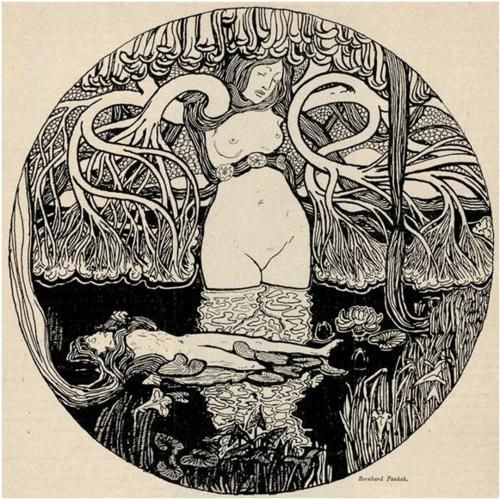
Jugendのイラスト (画)ベルンハルト・パンコック (1896)
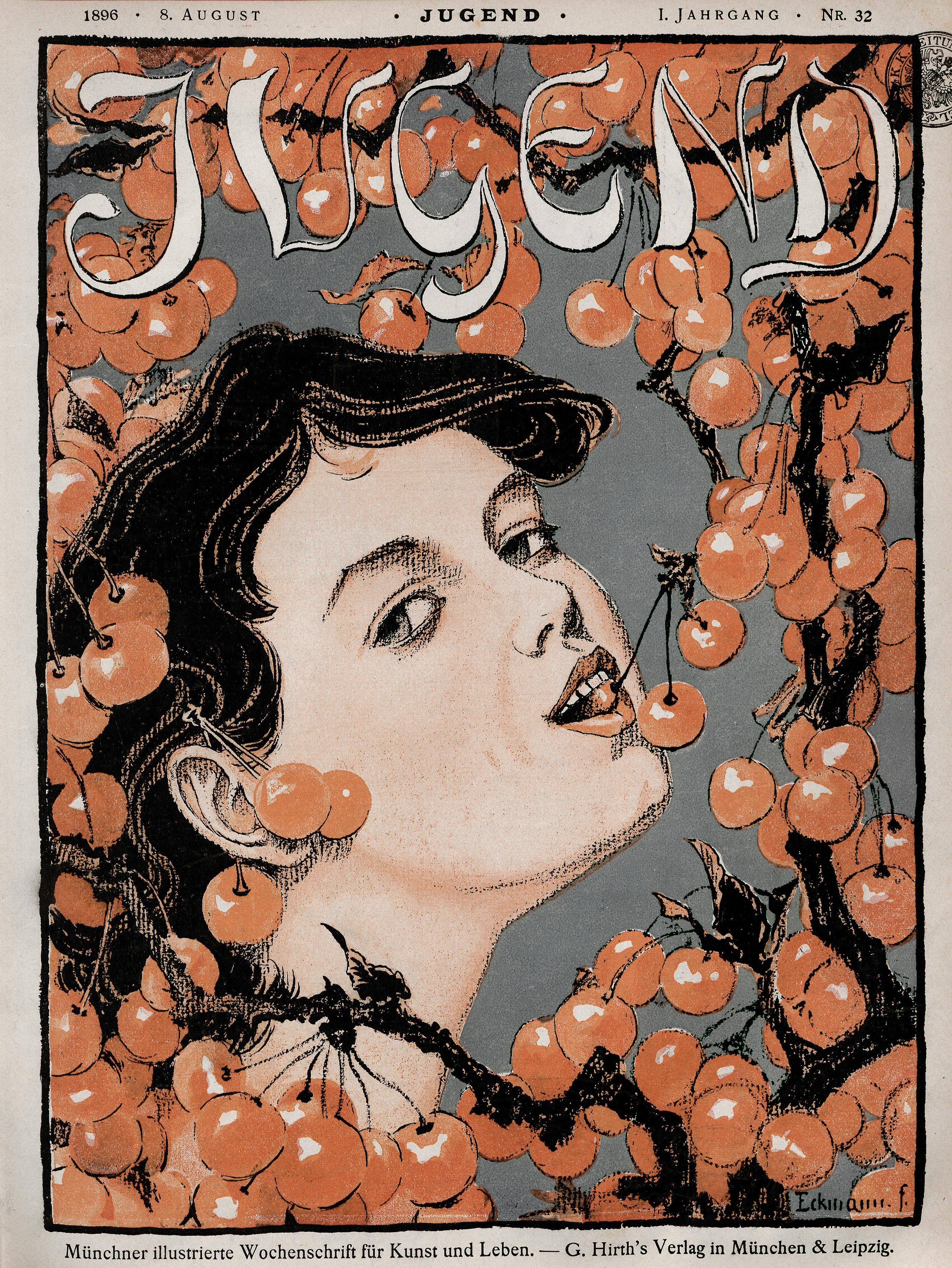
Jugendの表紙絵 (画)オットー・エックマン (1896)
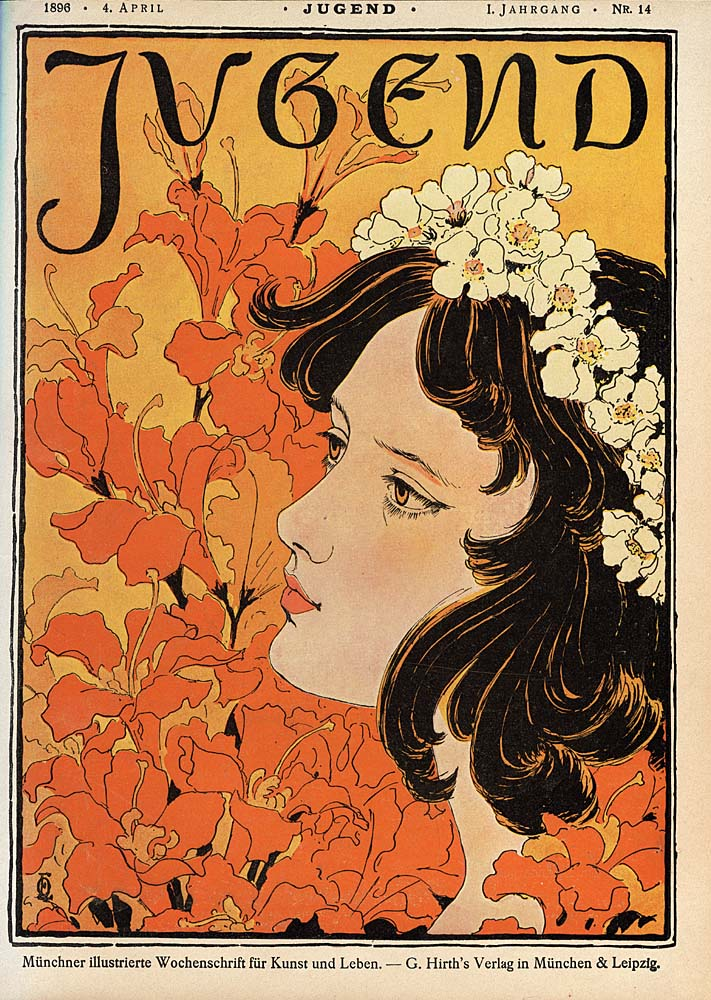
Jugendの表紙絵 (画)オットー・エックマン (1896)
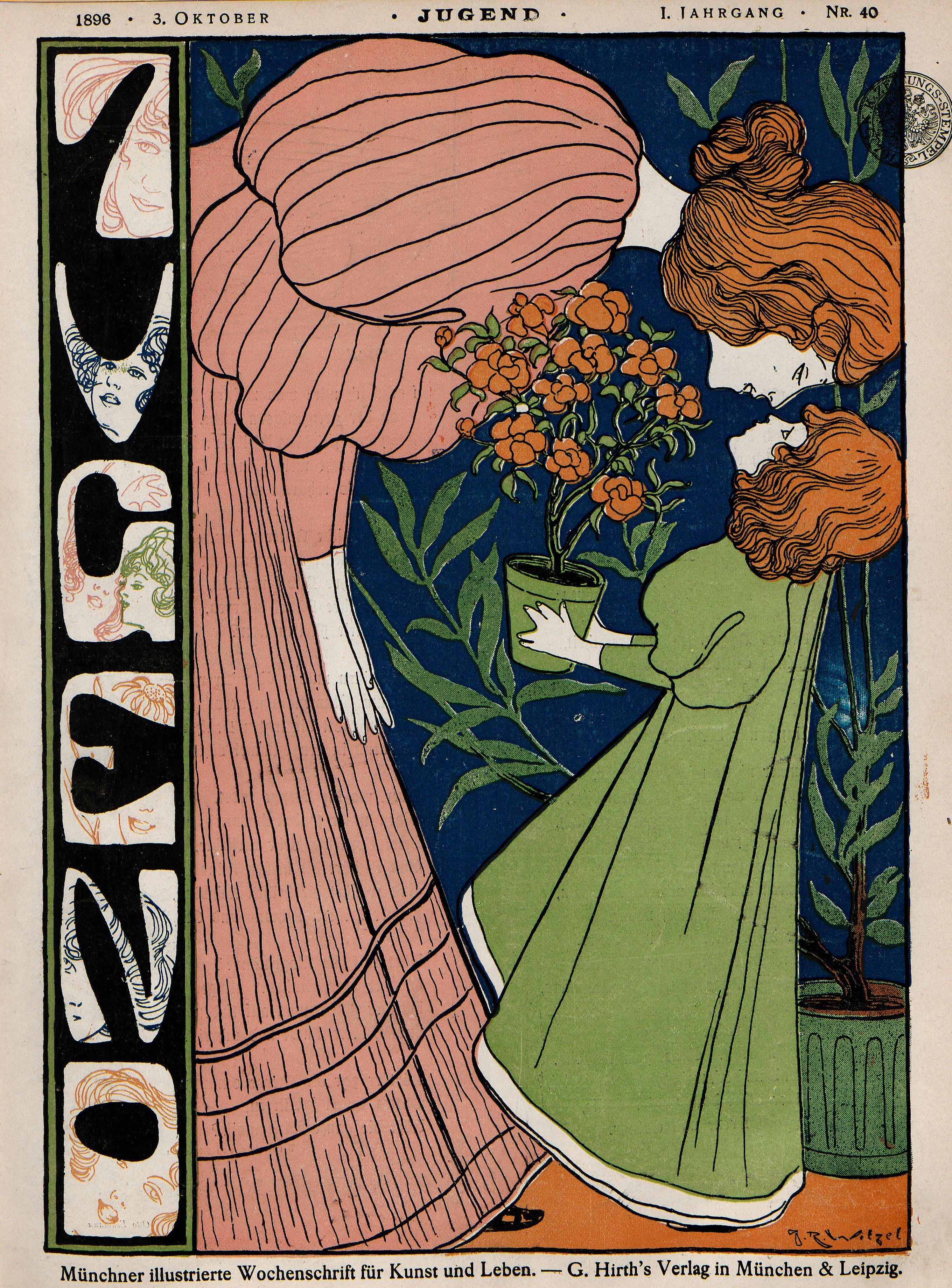
Jugendの表紙絵 (画)ヨーゼフ・ルドルフ・ヴィツェル (1896)
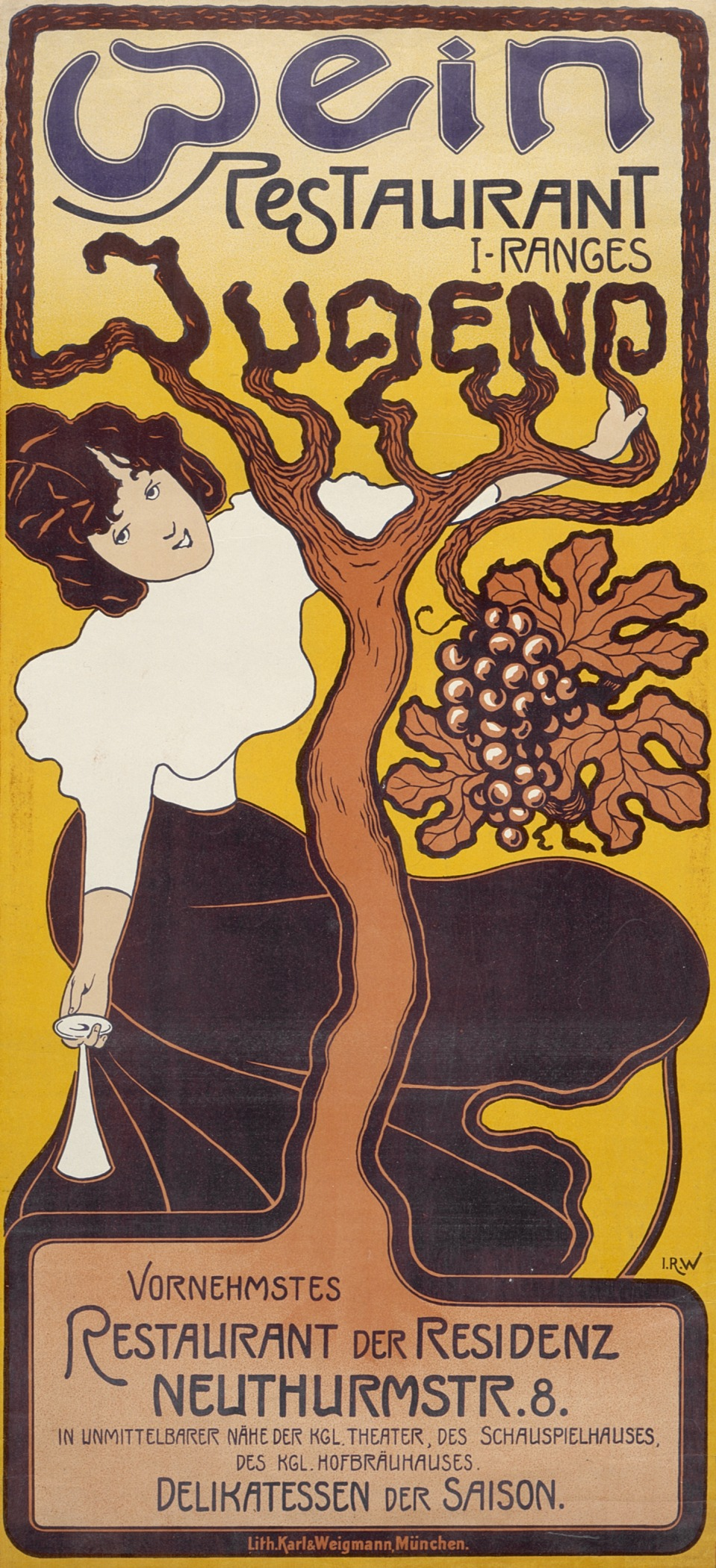
ポスター (画)ヨーゼフ・ルドルフ・ヴィツェル (1896)
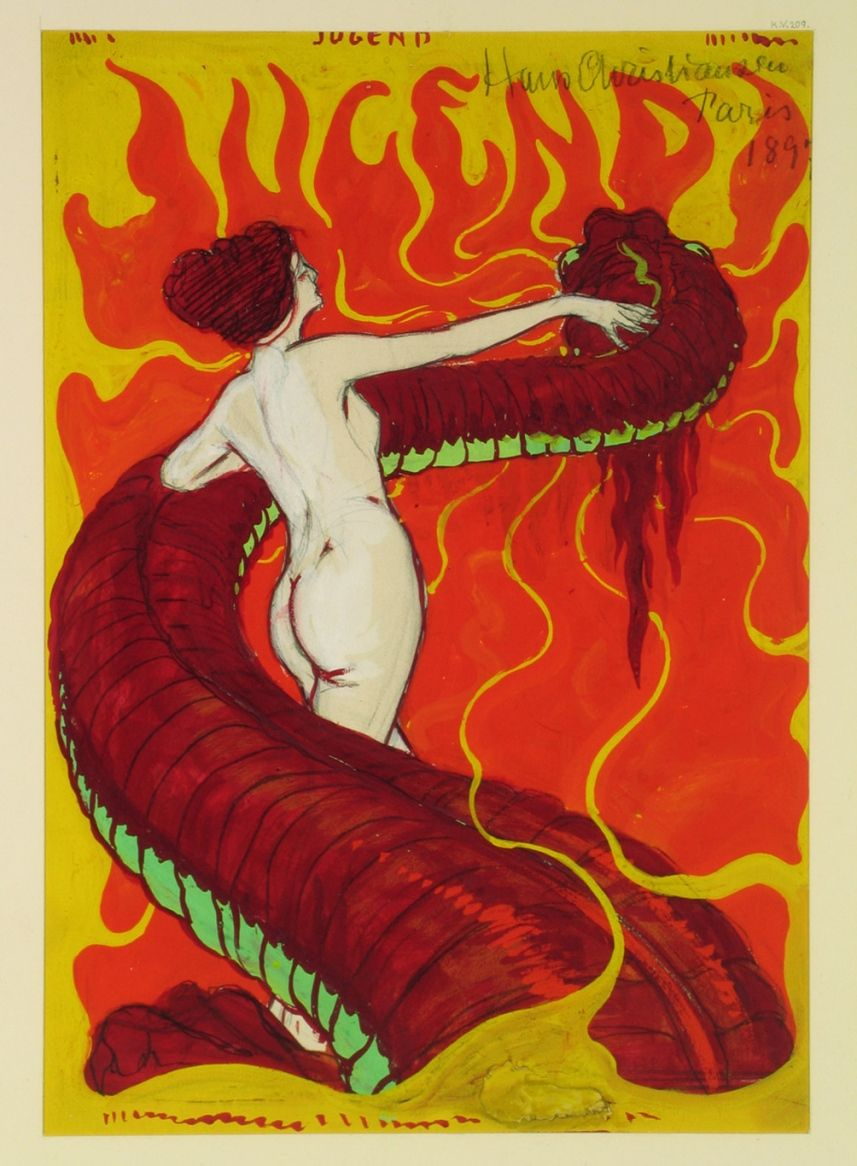
Jugendのイラスト (画) ハンス・クリスティアンゼン (1898)
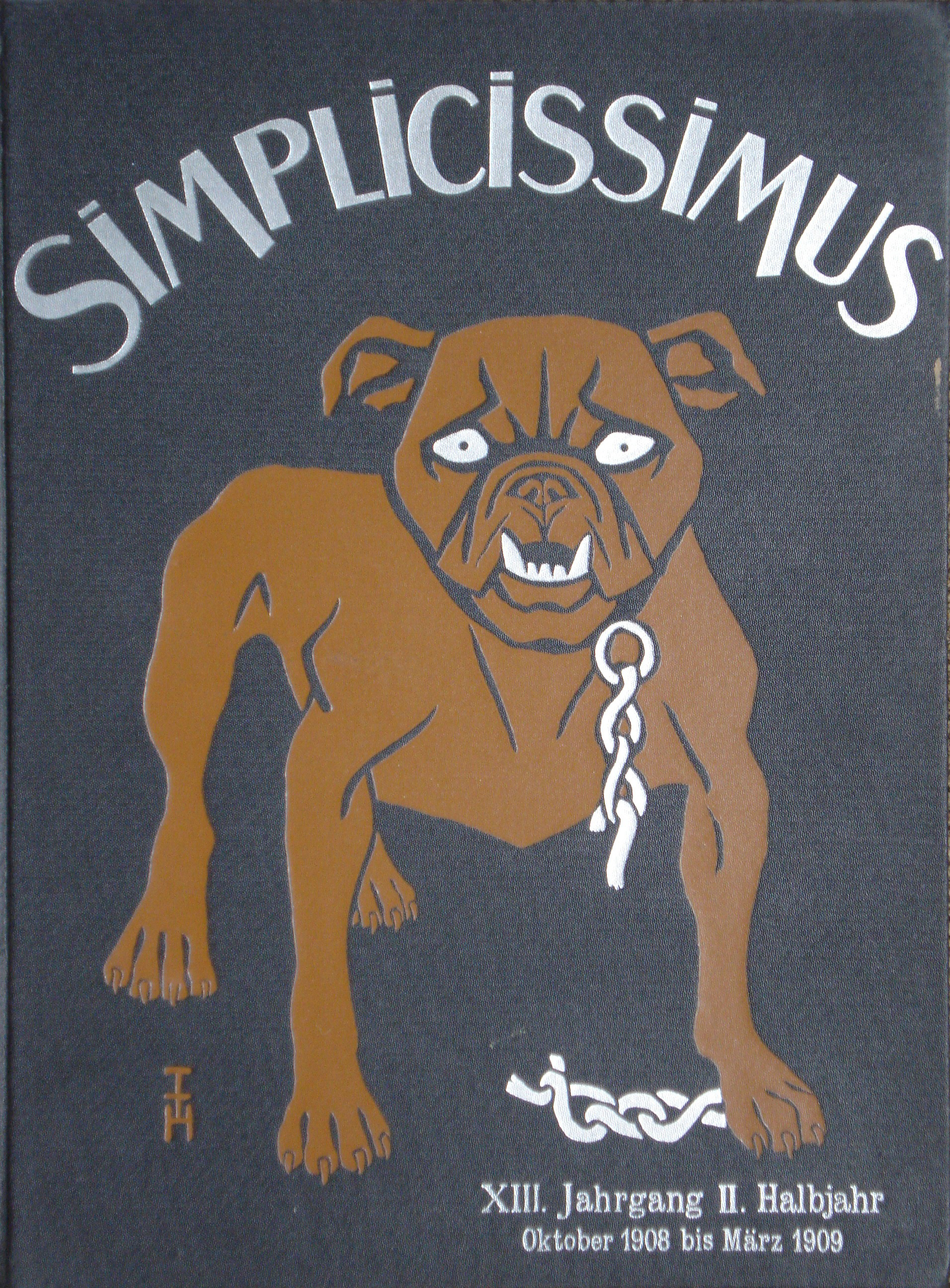
「ジンプリチシムス」の表紙絵 (画) トーマス・ハイネ (1905)

## 主な日本語文献
- 『ドイツの世紀末』全5巻、国書刊行会、1986-87年。池内紀・平井正ほか編
- ハンス・ホーフシュテッター『ユーゲントシュティール絵画史』種村季弘・池田香代子訳、河出書房新社、1990年
- 『ウィーン世紀末の文化』東洋出版、新版1993年。木村直司編
- ヘルマン・バール『世紀末ウィーン文化評論集』西村雅樹編訳、岩波文庫、2019年